# マリア・サビノワ
マリア・サビノワ（Mariya Savinova、Мария Сергеевна Савинова、1985年8月13日 - ）はロシアの陸上競技選手、専門は中距離走。

## 経歴
サビノワはチェリャビンスクに生まれた。2009年のヨーロッパ室内陸上競技選手権大会で優勝し、2009年世界陸上競技選手権大会で5位に入賞した。2010年の世界室内陸上競技選手権大会で金メダルを獲得した。しかし、2012年のロシア国ぐるみのドーピングにより、マリヤ・サビノワ選手らは、「永久資格停止」を求められた。
2017年2月ロンドン五輪の金メダルの剥奪が決定し、2019年までの資格停止処分を受けた。